# Firlej (gmina)
Firlej (do 1870 gmina Wola Skromowska) – gmina wiejska w województwie lubelskim, w powiecie lubartowskim. W latach 1975–1998 gmina położona była w województwie lubelskim.
Siedziba gminy to Firlej.
Według danych z 30 czerwca 2007 gminę zamieszkiwały 6174 osoby. Natomiast według danych z 31 grudnia 2017 roku gminę zamieszkiwało 5896 osób.
Według danych z 31 grudnia 2019 roku gminę zamieszkiwało 5885 osób.

## Miejscowości
| Miejscowości podstawowe oraz ich integralne części w administracji gminy Firlej | Miejscowości podstawowe oraz ich integralne części w administracji gminy Firlej | Miejscowości podstawowe oraz ich integralne części w administracji gminy Firlej | Miejscowości podstawowe oraz ich integralne części w administracji gminy Firlej | Miejscowości podstawowe oraz ich integralne części w administracji gminy Firlej |
| Nazwa | Rodzaj miejscowości                                                             | Miejscowość podstawowa                                                          | SIMC                                                                            | Położenie geograficzne                                                          |
| --- | ------------------------------------------------------------------------------- | ------------------------------------------------------------------------------- | ------------------------------------------------------------------------------- | ------------------------------------------------------------------------------- |
| Baran | wieś                                                                            |                                                                                 | 0380480                                                                         | 51°32′01″N 22°29′18″E/51,533611 22,488333                                       |
| Borki | część wsi                                                                       | Pożarów                                                                         | 1020045                                                                         | 51°36′50″N 22°29′47″E/51,613889 22,496389                                       |
| Budy | część wsi                                                                       | Majdan Sobolewski                                                               | 1020051                                                                         | 51°32′56″N 22°26′49″E/51,548889 22,446944                                       |
| Bykowszczyzna | wieś                                                                            |                                                                                 | 0380505                                                                         | 51°36′16″N 22°28′38″E/51,604444 22,477222                                       |
| Cegielnia | część wsi                                                                       | Młyniska                                                                        | 1020536                                                                         | 51°32′38″N 22°24′24″E/51,543889 22,406667                                       |
| Czerwonka Mała | część wsi                                                                       | Czerwonka-Gozdów                                                                | 0380528                                                                         | 51°32′00″N 22°30′50″E/51,533333 22,513889                                       |
| Czerwonka Poleśna | wieś                                                                            |                                                                                 | 0380534                                                                         | 51°31′11″N 22°30′17″E/51,519722 22,504722                                       |
| Czerwonka-Gozdów | wieś                                                                            |                                                                                 | 0380511                                                                         | 51°31′37″N 22°31′37″E/51,526944 22,526944                                       |
| Dziadowiec | część wsi                                                                       | Wola Skromowska                                                                 | 0380758                                                                         | 51°37′03″N 22°26′57″E/51,617500 22,449167                                       |
| Firlej | wieś                                                                            |                                                                                 | 0380540                                                                         | 51°33′32″N 22°30′31″E/51,558889 22,508611                                       |
| Gać | część wsi                                                                       | Kunów                                                                           | 1020068                                                                         | 51°34′26″N 22°27′54″E/51,573889 22,465000                                       |
| Grabina | część wsi                                                                       | Wólka Mieczysławska                                                             | 1020074                                                                         | 51°30′17″N 22°30′33″E/51,504722 22,509167                                       |
| Huta | część wsi                                                                       | Baran                                                                           | 0380497                                                                         | 51°31′52″N 22°29′29″E/51,531111 22,491389                                       |
| Judka | część wsi                                                                       | Przypisówka                                                                     | 0380617                                                                         | 51°32′49″N 22°32′49″E/51,546944 22,546944                                       |
| Karolin | część wsi                                                                       | Stary Antonin                                                                   | 1020080                                                                         | 51°35′40″N 22°26′54″E/51,594444 22,448333                                       |
| Kępa | część wsi                                                                       | Przypisówka                                                                     | 0380623                                                                         | 51°32′47″N 22°32′59″E/51,546389 22,549722                                       |
| Klin | część wsi                                                                       | Wólka Mieczysławska                                                             | 1020097                                                                         | 51°30′38″N 22°31′23″E/51,510556 22,523056                                       |
| Kozia Góra | część wsi                                                                       | Wólka Rozwadowska                                                               | 1020105                                                                         | 51°36′27″N 22°25′34″E/51,607500 22,426111                                       |
| Krzywda | część wsi                                                                       | Wólka Rozwadowska                                                               | 1020111                                                                         | 51°35′34″N 22°28′17″E/51,592778 22,471389                                       |
| Kunów | wieś                                                                            |                                                                                 | 0380557                                                                         | 51°34′04″N 22°28′38″E/51,567778 22,477222                                       |
| Łukówiec | wieś                                                                            |                                                                                 | 0380563                                                                         | 51°35′17″N 22°30′06″E/51,588056 22,501667                                       |
| Majdan Sobolewski | wieś                                                                            |                                                                                 | 0380570                                                                         | 51°31′58″N 22°26′38″E/51,532778 22,443889                                       |
| Niwka | część wsi                                                                       | Przypisówka                                                                     | 0380630                                                                         | 51°32′18″N 22°34′11″E/51,538333 22,569722                                       |
| Nowy Antonin | wieś                                                                            |                                                                                 | 0380586                                                                         | 51°34′41″N 22°26′39″E/51,578056 22,444167                                       |
| Olesin | część wsi                                                                       | Sułoszyn                                                                        | 1020128                                                                         | 51°35′30″N 22°31′51″E/51,591667 22,530833                                       |
| Ostrów | część wsi                                                                       | Sułoszyn                                                                        | 1020134                                                                         | 51°35′45″N 22°31′21″E/51,595833 22,522500                                       |
| Podgaje | część wsi                                                                       | Pożarów                                                                         | 1020140                                                                         | 51°37′34″N 22°30′27″E/51,626111 22,507500                                       |
| Podlasie | część wsi                                                                       | Kunów                                                                           | 1020157                                                                         | 51°33′57″N 22°27′50″E/51,565833 22,463889                                       |
| Poprzeczki | część wsi                                                                       | Pożarów                                                                         | 1020163                                                                         | 51°37′19″N 22°30′24″E/51,621944 22,506667                                       |
| Pożarów | wieś                                                                            |                                                                                 | 0380592                                                                         | 51°37′26″N 22°29′37″E/51,623889 22,493611                                       |
| Pólki | część wsi                                                                       | Serock                                                                          | 0380675                                                                         | 51°35′02″N 22°32′50″E/51,583889 22,547222                                       |
| Przypisówka | wieś                                                                            |                                                                                 | 0380600                                                                         | 51°32′42″N 22°33′49″E/51,545000 22,563611                                       |
| Rawityn | część wsi                                                                       | Majdan Sobolewski                                                               | 1020170                                                                         | 51°32′37″N 22°27′29″E/51,543611 22,458056                                       |
| Rybak | część wsi                                                                       | Przypisówka                                                                     | 0380646                                                                         | 51°33′23″N 22°33′48″E/51,556389 22,563333                                       |
| Rzym | część wsi                                                                       | Nowy Antonin                                                                    | 1020186                                                                         | 51°33′57″N 22°25′06″E/51,565833 22,418333                                       |
| Serock | kolonia wsi                                                                     | Serock                                                                          | 0380681                                                                         | 51°34′19″N 22°32′21″E/51,571944 22,539167                                       |
| Serock | wieś                                                                            |                                                                                 | 0380669                                                                         | 51°34′13″N 22°32′02″E/51,570278 22,533889                                       |
| Skromowice | część wsi                                                                       | Wola Skromowska                                                                 | 0380764                                                                         | 51°37′19″N 22°26′27″E/51,621944 22,440833                                       |
| Sobolew | wieś                                                                            |                                                                                 | 0380706                                                                         | 51°30′59″N 22°28′24″E/51,516389 22,473333                                       |
| Sobolew-Kolonia | kolonia                                                                         | Sobolew-Kolonia                                                                 | 0380712                                                                         | 51°30′43″N 22°27′29″E/51,511944 22,458056                                       |
| Stalownia | część wsi                                                                       | Serock                                                                          | 0380698                                                                         | 51°33′41″N 22°32′09″E/51,561389 22,535833                                       |
| Stary Antonin | wieś                                                                            |                                                                                 | 0380729                                                                         | 51°35′11″N 22°26′21″E/51,586389 22,439167                                       |
| Sułoszyn | wieś                                                                            |                                                                                 | 0380735                                                                         | 51°36′06″N 22°30′46″E/51,601667 22,512778                                       |
| Szerokie | część wsi                                                                       | Pożarów                                                                         | 1020192                                                                         | 51°37′01″N 22°29′57″E/51,616944 22,499167                                       |
| Tartak | część wsi                                                                       | Majdan Sobolewski                                                               | 1020200                                                                         | 51°32′56″N 22°26′42″E/51,548889 22,445000                                       |
| Wielkie Pola | część wsi                                                                       | Sułoszyn                                                                        | 1020217                                                                         | 51°36′41″N 22°30′16″E/51,611389 22,504444                                       |
| Wola Skromowska | wieś                                                                            |                                                                                 | 0380741                                                                         | 51°37′07″N 22°27′25″E/51,618611 22,456944                                       |
| Wólka Mieczysławska | wieś                                                                            |                                                                                 | 0380770                                                                         | 51°30′31″N 22°29′57″E/51,508611 22,499167                                       |
| Wólka Rozwadowska | wieś                                                                            |                                                                                 | 0380787                                                                         | 51°36′18″N 22°26′47″E/51,605000 22,446389                                       |
| Za Wodą | część wsi                                                                       | Przypisówka                                                                     | 0380652                                                                         | 51°33′26″N 22°34′04″E/51,557222 22,567778                                       |
| Zagrody Łukówieckie | wieś                                                                            |                                                                                 | 0380793                                                                         | 51°34′59″N 22°30′35″E/51,583056 22,509722                                       |
| Źródła: Wykaz urzędowych nazw miejscowości i ich części (xls),Dz.U. z 2013 r. poz. 200 oraz Dz.U. z 2015 r. poz. 1636, Zbiory danych państwowego rejestru nazw geograficznych -2025-06-15 |                                                                                 |                                                                                 |                                                                                 |                                                                                 |

## Struktura powierzchni
Według danych z roku 2002 gmina Firlej ma obszar 126,37 km², w tym:
- użytki rolne: 66%
- użytki leśne: 26%

Gmina stanowi 9,79% powierzchni powiatu.

## Demografia

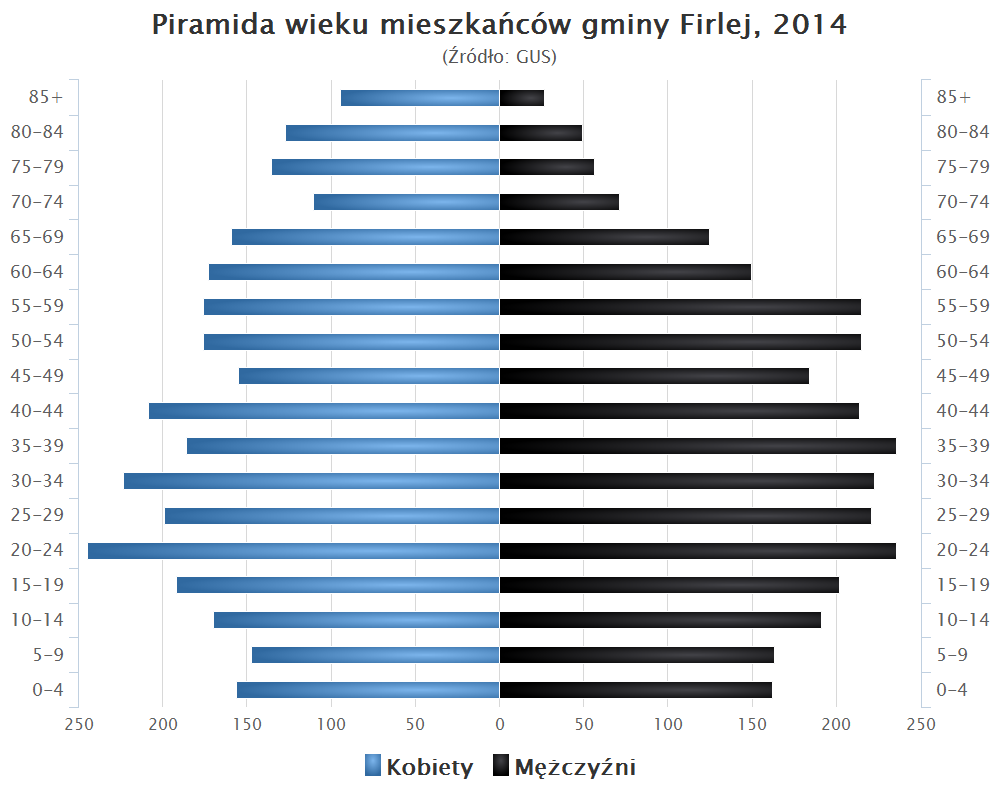
Piramida wieku mieszkańców gminy Firlej w 2014 roku

Dane z 30 czerwca 2004:
| Opis                              | Ogółem | Ogółem | Kobiety | Kobiety | Mężczyźni | Mężczyźni |
| --------------------------------- | ------ | ------ | ------- | ------- | --------- | --------- |
| Jednostka                         | osób   | %      | osób    | %       | osób      | %         |
| Populacja                         | 6295   | 100    | 3163    | 50,2    | 3132      | 49,8      |
| Gęstość zaludnienia [mieszk./km²] | 49,8   | 49,8   | 25      | 25      | 24,8      | 24,8      |

## Sołectwa
Baran, Bykowszczyzna, Czerwonka-Gozdów, Czerwonka Poleśna, Firlej, Kunów, Łukówiec, Majdan Sobolewski, Nowy Antonin, Pożarów, Przypisówka, Serock, Sobolew-Kolonia, Sobolew, Stary Antonin, Sułoszyn, Wola Skromowska, Wólka Mieczysławska, Wólka Rozwadowska, Zagrody Łukówieckie.

## Sąsiednie gminy
Kamionka, Kock, Lubartów, Michów, Ostrówek